# Trattamento (cinema)
Nel cinema il trattamento è uno dei passaggi intermedi tra il soggetto e la sceneggiatura che consiste nell'approfondire e ampliare in una forma narrativa simile al racconto il soggetto iniziale; è il materiale che poi, lavorato dagli sceneggiatori, diventerà la sceneggiatura finale. Pamela Douglas definisce il trattamento come una composizione scritta in prosa che include le scene nell'ordine in cui accadono, il tono, lo stile e le descrizioni di personaggi e luoghi. I dialoghi non sono obbligatori, ma in tante occasioni, analogamente alla letteratura, servono a comprendere meglio una situazione o un personaggio.

## Caratteristiche e presentazione
Il trattamento è un copione cinematografico in prosa che riguarda la fase precedente alla scrittura del film. Racconta la storia, perciò è importante avere un senso di direzione e seguire una linea narrativa chiara. 
Age suggerisce di scriverlo preferibilmente in terza persona, ma può essere usata anche la prima persona se il racconto ha la forma di memorie o di diario. Il tempo di solito è il presente indicativo. La sinossi narrativa ha una lunghezza variabile ma generalmente corrisponde a due terzi della sceneggiatura finale, perciò oscilla intorno alle 40 cartelle, anche se autori come Pamela Douglas o Syd Field considerano ideale una lunghezza di circa quattro pagine al massimo; secondo Linda Seger, normalmente è di 8-15 pagine, e uno studio o una casa di produzione richiedono di solito un trattamento di 8-12 pagine. In queste pagine vengono sviluppate le caratteristiche fisiche e psicologiche dei personaggi, anche attraverso un abbozzo dei dialoghi, gli ambienti e i meccanismi che muovono la vicenda.
In genere il rapporto tra questo testo e il film è sostanzialmente lineare. Più chiaro e dettagliato sarà il trattamento, più diventerà semplice la scrittura della sceneggiatura. Quando un film si ispira ad un libro, il trattamento è strettamente collegato a questo; in seguito l'autore apporterà le opportune modifiche per farlo diventare un racconto cinematografico.

## Trattamento e scaletta
Il processo di scrittura di una sceneggiatura è sempre dinamico. Il percorso soggetto, scaletta, trattamento, sceneggiatura può non rispettare l'ordine o saltare qualche passaggio. Solitamente alla scaletta, cioè l'elenco dei nodi narrativi, segue l'elaborazione del trattamento. Tutta questa fase di ideazione e sviluppo della storia è comunque piuttosto libera e può variare da autore ad autore, secondo il metodo di ognuno. Ad esempio, la scaletta può precedere la creazione del trattamento, ma quest'ultimo può anche mancare del tutto.
Il trattamento può essere uno strumento utile per la stesura della cast-list.